# Alessandro Bettini
Alessandro Bettini (Trecate, Novara, Italia, 20 de julio de 1821-Roma, 1 de noviembre de 1898), fue un tenor italiano.
Tuvo una larga carrera de nivel internacional, de más de 50 años. Fue especialmente popular en Inglaterra, donde cantó en veinte temporadas en la Royal Opera House, y en otros teatros. También tuvo gran éxito en París, en el Théâtre-Italien y en los conciertos que se celebraban en casa del compositor Gioacchino Rossini. Uno de sus papeles operísticos más importantes fue, precisamente, el Almaviva de El barbero de Sevilla, que, según se dice, llegó a cantar más de 1800 veces. En Inglaterra tuvo gran éxito, además, cantando en Mignon, Semiramide, La sonnambula, Don Giovanni, La flauta mágica, Los hugonotes, Hamlet o Der Freischütz. En Italia cantó con gran éxito el Tonio de La figlia del reggimento junto a Angiolina Zoja. En Madrid, además de cantar en el Teatro Real dio varios conciertos ante la corte real española.
Participó en los estrenos mundiales de Robert Bruce, de Rossini (París, 1846), Gianni di Nisida, de Giovanni Pacini (Roma, 1860), Stefania, de Raffaele Gentili (Roma, 1860) o Esmeralda, de Fabio Campana (San Petersburgo, 1869).
Estuvo casado con la mezzosoprano Zélia Trebelli (1834-1892), una de las grandes prima donnas de la capital británica en la época.